# Čebínka
Čebínka är en kulle i Tjeckien. Den ligger i den östra delen av landet, 170 km sydost om huvudstaden Prag. Toppen på Čebínka är 429 meter över havet, eller 153 meter över den omgivande terrängen. Bredden vid basen är 1,8 km.
Terrängen runt Čebínka är kuperad åt nordväst, men åt sydost är den platt. Runt Čebínka är det mycket tätbefolkat, med 1 573 invånare per kvadratkilometer. Närmaste större samhälle är Brno, 16,5 km sydost om Čebínka. Trakten runt Čebínka består till största delen av jordbruksmark.